# Brännkläppen
Brännkläppen är en ö i Finland. Den ligger i Skärgårdshavet och i kommunen Pargas i landskapet Egentliga Finland, i den sydvästra delen av landet. Ön ligger omkring 76 kilometer sydväst om Åbo och omkring 210 kilometer väster om Helsingfors.
Öns area är 1,6 hektar och dess största längd är 180 meter i öst-västlig riktning.